# بخش ارکشون
بخش ارکشون (به فرانسوی: Arrondissement d'Arcachon) یک بخش در فرانسه است که در ژیروند واقع شده‌است.